# Wierch-Urium
Wierch-Urium (ros. Верх-Урюм) – wieś (sieło) w Rosji, w obwodzie nowosybirskim, w rejonie zdwińskim. W 2010 liczyła 805 mieszkańców.